# 423
Період падіння Західної Римської імперії. У Східній Римській імперії триває правління Феодосія II. У Західній завершилося правління Гонорія, значна частина території окупована варварами, зокрема в Іберії утворилося Вестготське королівство. У Китаї правління династії Лю Сун. В Індії правління імперії Гуптів. У Японії триває період Ямато. У Персії править династія Сассанідів.
На території лісостепової України Черняхівська культура. У Північному Причорномор'ї готи й сармати. Історики VI століття згадують плем'я антів, що мешкало на території сучасної України приблизно з IV сторіччя. З'явилися гуни, підкорили остготів та аланів й приєднали їх до себе.

## Події
- Імператор Західної Римської імперії Гонорій помер у віці 38 років, не залишивши спадкоємців. Новим імператором проголосив себе Іоанн. Його підтримали Галлія, Іспанія й Італія, але не Африка.
- Імператор Східної Римської імперії Феодосій II відмовився визнати Іоанна й почав готуватися до війни.
- Збунтувалися остготи, яким дозволили поселитися у Фракії. Тільки виплата позик на ведення сільського господарства зупинила їхній похід на Рим.

## Померли
- Гонорій, римський імператор.
- Евлалій, антипапа.